# サボー・デーネシュ
サボー・デーネシュ (ハンガリー語: Szabó Dénes、1947年3月6日-) ハンガリーの音楽教育者、合唱指揮者であり、カンテムス少年少女合唱団の創設者として知られる。ハンガリーの音楽教育において重要な人物であり、特に日本との音楽交流において多大な貢献をしている。

## 略歴
1947年3月6日にハンガリーのマコーで生まれる。1969年、リスト・フェレンツ音楽大学を卒業し、フルート、ソルフェージュ、音楽教師としての学位を取得。1977年から1981年にかけて、ブダペストで合唱指揮の資格を得る。

## 音楽教育とカンテムス少年少女合唱団の創設
1969年、ニーレジハーザ市第4小学校（後のコダーイ・ゾルターン音楽小学校）で音楽教師として勤務を始める。この学校では1958年からコダーイ・メソッドに基づいた高度な音楽教育が行われており、サボーもその教育理念を活用した。1975年、同校直属の「カンテムス少年少女合唱団」を創設し、初代指揮者として指導を開始。この合唱団は急速に発展し、1980年代には国際的な合唱コンクールで数多くの賞を受賞し、ハンガリーを代表する合唱団となる。

## 日本との音楽交流
1992年に初めて日本を訪れ、その後も度々来日し、日本各地でコンサートを行い、合唱指導を行った。日本・ハンガリー間の音楽交流において、その功績が評価され、2017年には旭日双光章を授与される。

## 主な受賞歴
- フェレンツ・リスト賞(1985)
- コシュート賞(2000)
- 旭日双光章（2017年、日本政府より授与）

## 著書とメディア
- [DVD] ハンガリーの音楽教育 1 デーネシュ・サボー先生の授業～ニレジハーザ コダーイ音楽小学校より[2]